# Linha 12 do Trem Metropolitano de São Paulo
A Linha 12–Safira da CPTM compreende o trecho entre as estações Brás ↔ Calmon Viana. Até março de 2008, denominava-se Linha F–Violeta.

## Histórico
A linha teve sua construção iniciada em 1921 pela Estrada de Ferro Central do Brasil, era chamada oficialmente Variante de Poá, mas também era conhecida como "variante de Calmon Viana", "Leste - Variante" ou simplesmente "Variante" (expressões que a diferenciavam da chamada linha "Leste - Tronco", atual Linha 11 do Trem Metropolitano de São Paulo). Ela tinha um traçado mais suave em termos de curvas e aclives quando comparada com a linha original que seguia de Poá ao Tatuapé, no ramal de São Paulo, daí sua construção.
A linha até hoje conhecida como "Variante de Poá", foi inaugurada somente em 1 de abril de 1934 (depois de uma interrupção de oito anos nas obras), já oferecendo serviços suburbanos para bairros então considerados como "rurais", ao sul do Rio Tietê. Com o tempo, Ermelino Matarazzo, São Miguel Paulista, Itaim Paulista e Itaquaquecetuba se tornaram localidades densamente habitadas, principalmente por migrantes nordestinos e seus descendentes, o que sempre foi considerado como fator responsável pelo fato de a linha guardar até meados dos anos 2000 o rótulo de "a linha mais problemática de trens metropolitanos em São Paulo".
A Variante foi eletrificada na segunda metade da década de 1950, embora os trens de subúrbios puxados por locomotivas a vapor tivessem resistido até o ano de 1963, o que aumentou a fama de precariedade da linha. Já na década de 1960, a linha operava com os trens unidade elétricos mais velhos da Central em São Paulo (os conhecidos série 100, originários do Rio de Janeiro, fabricados na década de 1930).
Na noite de 5 de junho de 1959, ocorreu um grave acidente na Estação Engenheiro Goulart, na zona leste de São Paulo, quando dois trens de passageiros TUE Série 100 colidiram frontalmente. Com cinquenta vítimas fatais, esse foi o um dos maiores acidentes ferroviários já ocorridos no Brasil.
Em 1975, a linha passou a ser administrada diretamente pela Rede Ferroviária Federal, que desde 1957 tinha a Central do Brasil como uma de suas subsidiárias. Em 1984, passou para a Companhia Brasileira de Trens Urbanos, que herdou todo o serviço de trens metropolitanos da Rede. Em 1994, a linha foi "estadualizada" e passada às mãos da Companhia Paulista de Trens Metropolitanos, que atualmente está investindo na recuperação e modernização completa da linha, com a construção de novas estações e requalificação das antigas, no isolamento mais eficiente da faixa patrimonial (indispensável para a redução de acidentes e de vandalismos contra os trens), além de reformas na via permanente e em praticamente todo o material rodante.
Em 29 de janeiro de 2008, o governador José Serra inaugurou a Estação USP Leste e a estação reconstruída de Comendador Ermelino, obras que marcam o início da modernização e dinamização da Linha, bem como a entrega de trens reformados. As estações Itaim Paulista (reconstruída) e Jardim Helena–Vila Mara também foram entregues por sua vez em 28 de maio de 2008, com a presença do Governador José Serra e do Prefeito de São Paulo Gilberto Kassab. Em julho de 2008 foi entregue a Estação Jardim Romano; em agosto de 2013, foi inaugurada a nova Estação São Miguel Paulista, construída alguns metros à frente da antiga, sentido Brás; em agosto de 2017, foi inaugurada a nova Estação Engenheiro Goulart, e em julho de 2024, foi entregue a reforma da Estação Engenheiro Manoel Feio em Itaquaquecetuba.

## Percurso

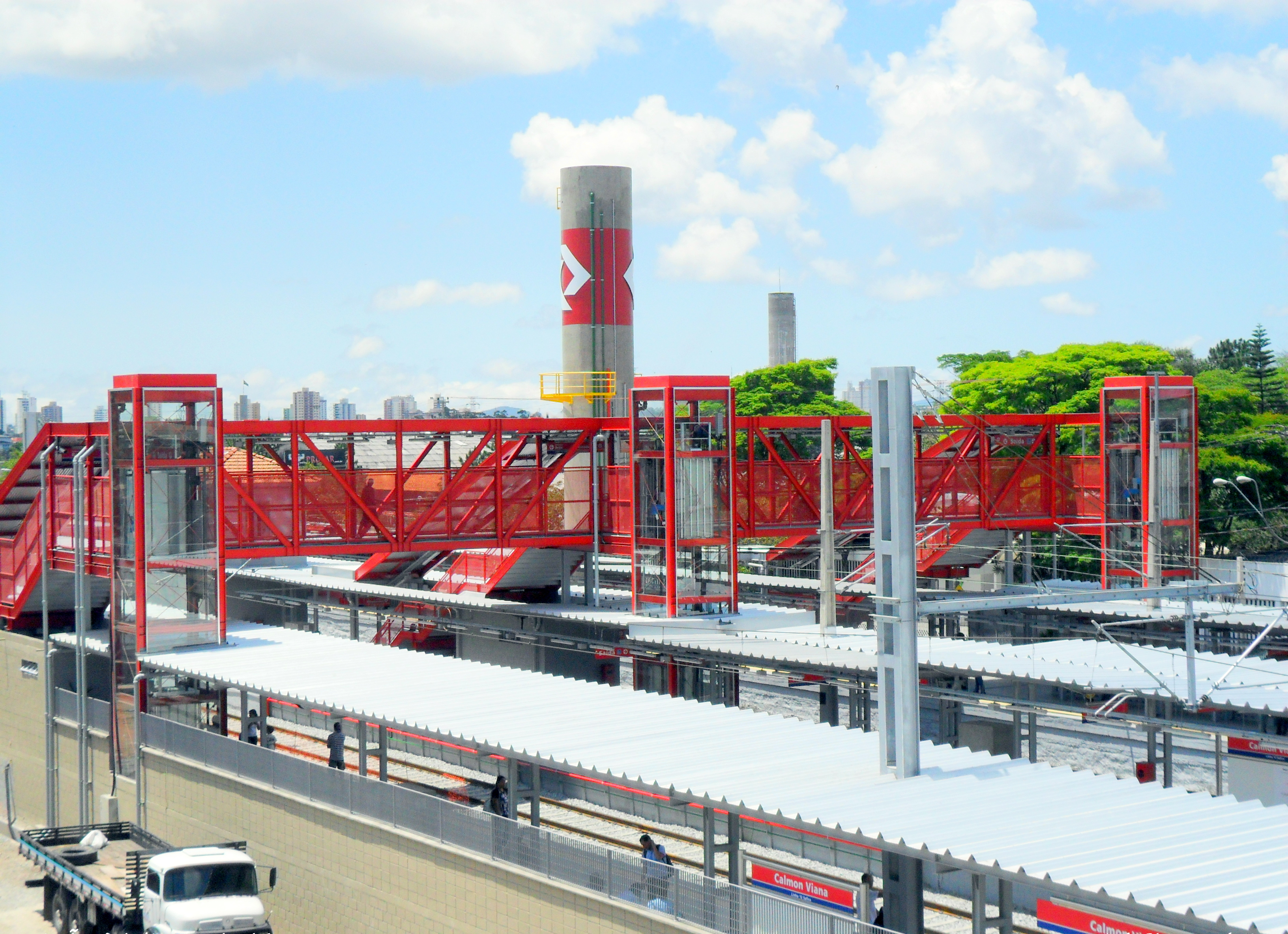
Estação Calmon Viana, em Poá

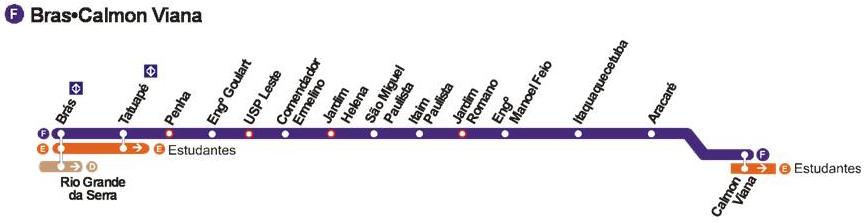
Mapa da antiga linha F

Liga a Estação Brás (antiga Roosevelt) à Estação Calmon Viana, em Poá, onde se encontra paralelamente com a Linha 11. Atende, além de São Paulo e Poá, o município de Itaquaquecetuba.

## Estações
| Sigla | Estação                 | Município       | Integração | MDU (11/2019) |
| ----- | ----------------------- | --------------- | --- | ------------- |
| BAS   | Brás                    | São Paulo       | Integração gratuita com as linhas 7-Rubi, 10-Turquesa, 11-Coral, 13-Jade (Expresso Aeroporto) (apenas sentido Palmeiras-Barra Funda) e 3-Vermelha | 190 091       |
| TAT   | Tatuapé                 | São Paulo       | Integração gratuita com as linhas 11-Coral e (Tarifada nos horários de pico) 3-Vermelha                                                           | 78 426        |
| EGO   | Engenheiro Goulart      | São Paulo       | Integração gratuita com a Linha 13-Jade | 7 249         |
| USL   | USP Leste               | São Paulo       | Acesso à USP (Universidade de São Paulo) | 7 117         |
| ERM   | Comendador Ermelino     | São Paulo       | | 8 644         |
| SMP   | São Miguel Paulista     | São Paulo       | | 18 271        |
| JHE   | Jardim Helena–Vila Mara | São Paulo       | | 16 289        |
| ITI   | Itaim Paulista          | São Paulo       | | 33 895        |
| JRO   | Jardim Romano           | São Paulo       | | 20 816        |
| EMF   | Engenheiro Manoel Feio  | Itaquaquecetuba | | 12 974        |
| IQC   | Itaquaquecetuba         | Itaquaquecetuba | | 18 037        |
| ARC   | Aracaré                 | Itaquaquecetuba | | 7 897         |
| CVN   | Calmon Viana            | Poá             | Integração gratuita com a Linha 11-Coral | 8 792         |

MDU = média de passageiros embarcados por dia útil em cada estação, desde o início do ano e revisado mensalmente. Nas estações com duas ou mais linhas o MDU representa a totalidade de passageiros embarcados na estação, sem levar em conta qual linha será utilizada pelo usuário.

## Obras e projetos
A Linha 12 será estendida até Suzano, sendo assim terminal da mesma.
Outros projetos incluem as futuras estações como: Cangaíba, Tiquatira (acesso à Linha 2–Verde do Metrô) e União de Vila Nova, além da reconstrução das estações Itaquaquecetuba e Aracaré.

## Frota
Atualmente, a Linha 12 conta com diferentes séries de trens, todas com ar-condicionado (no caso, os trens das Séries 2070, 7500, 8500 e 9000).

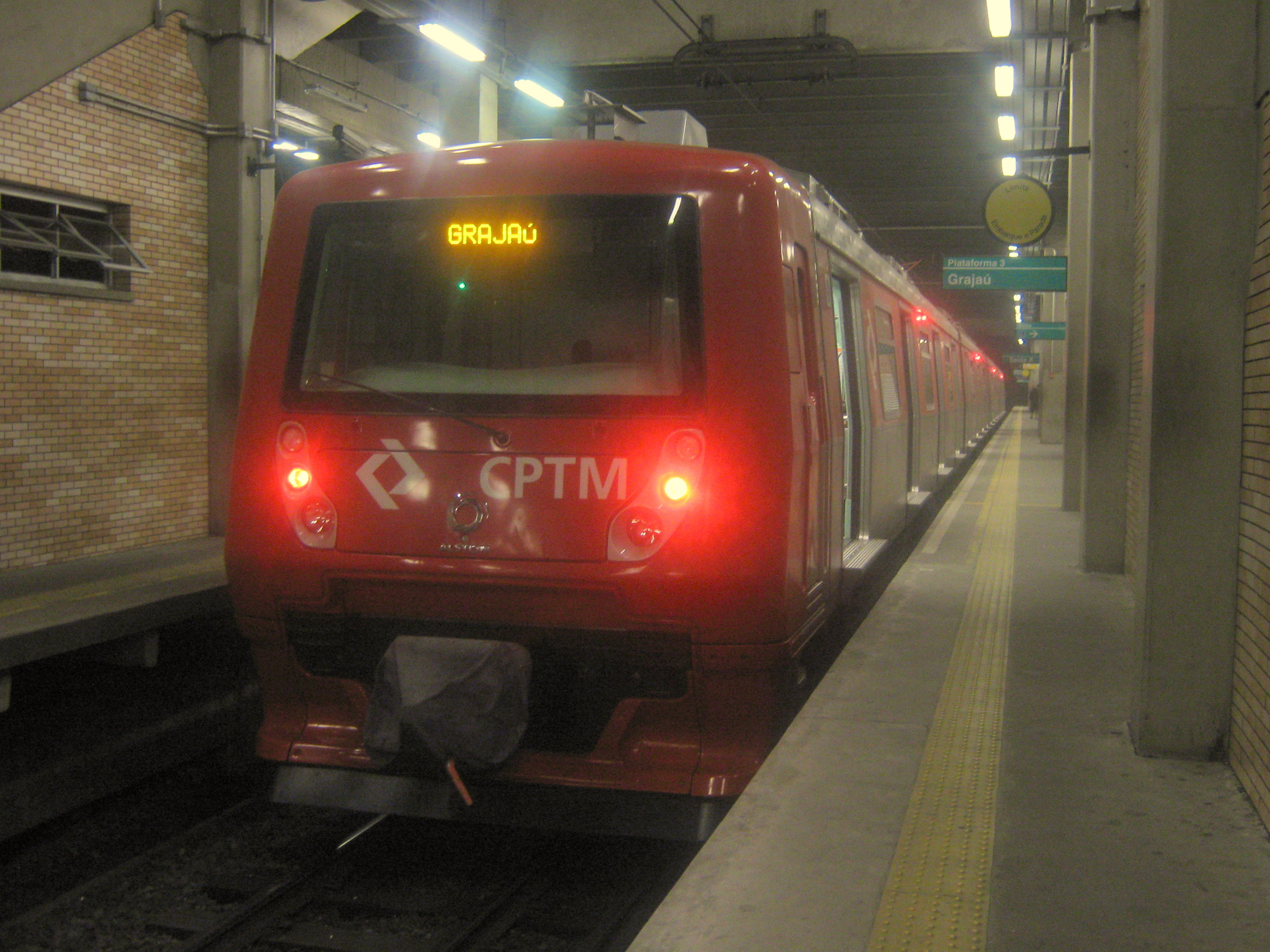
TUE Série 2070
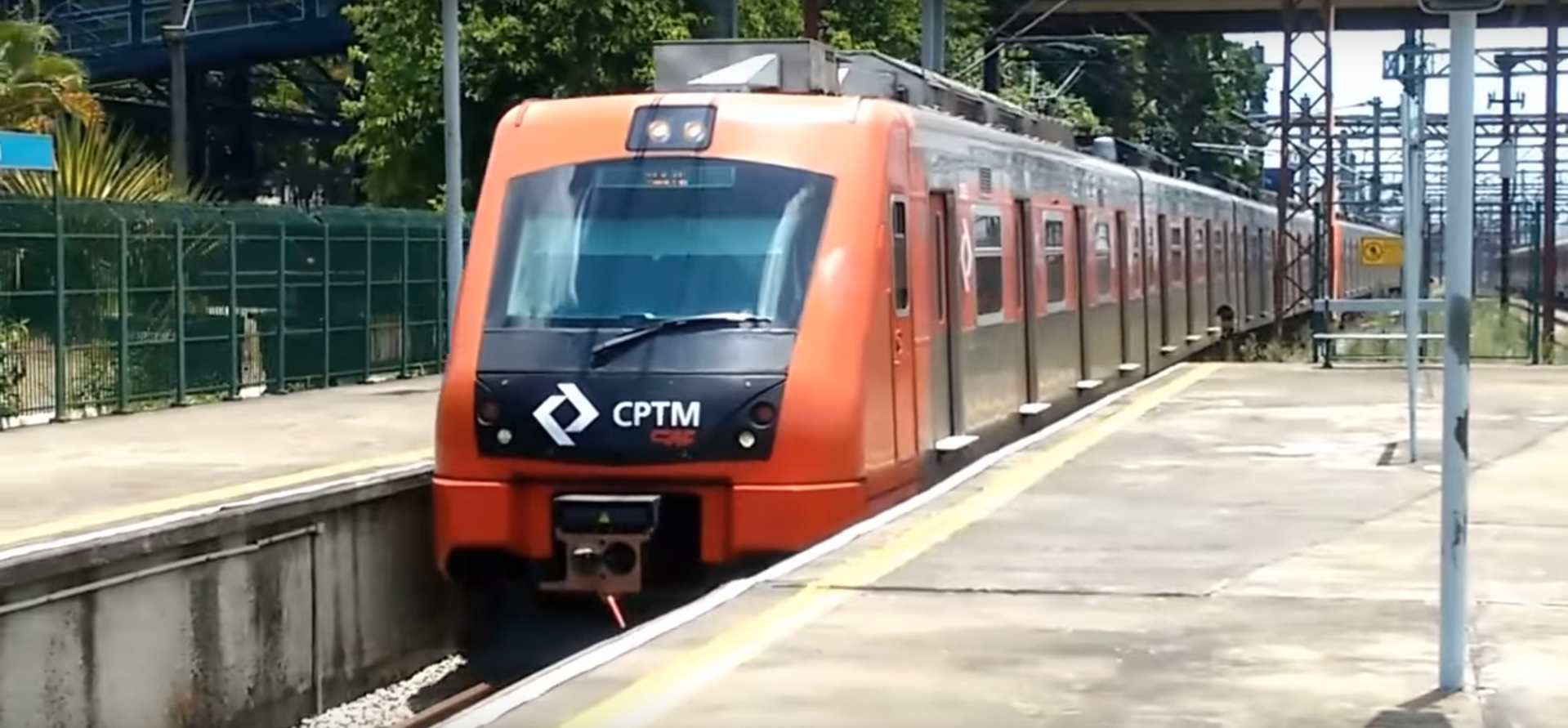
TUE Série 7500
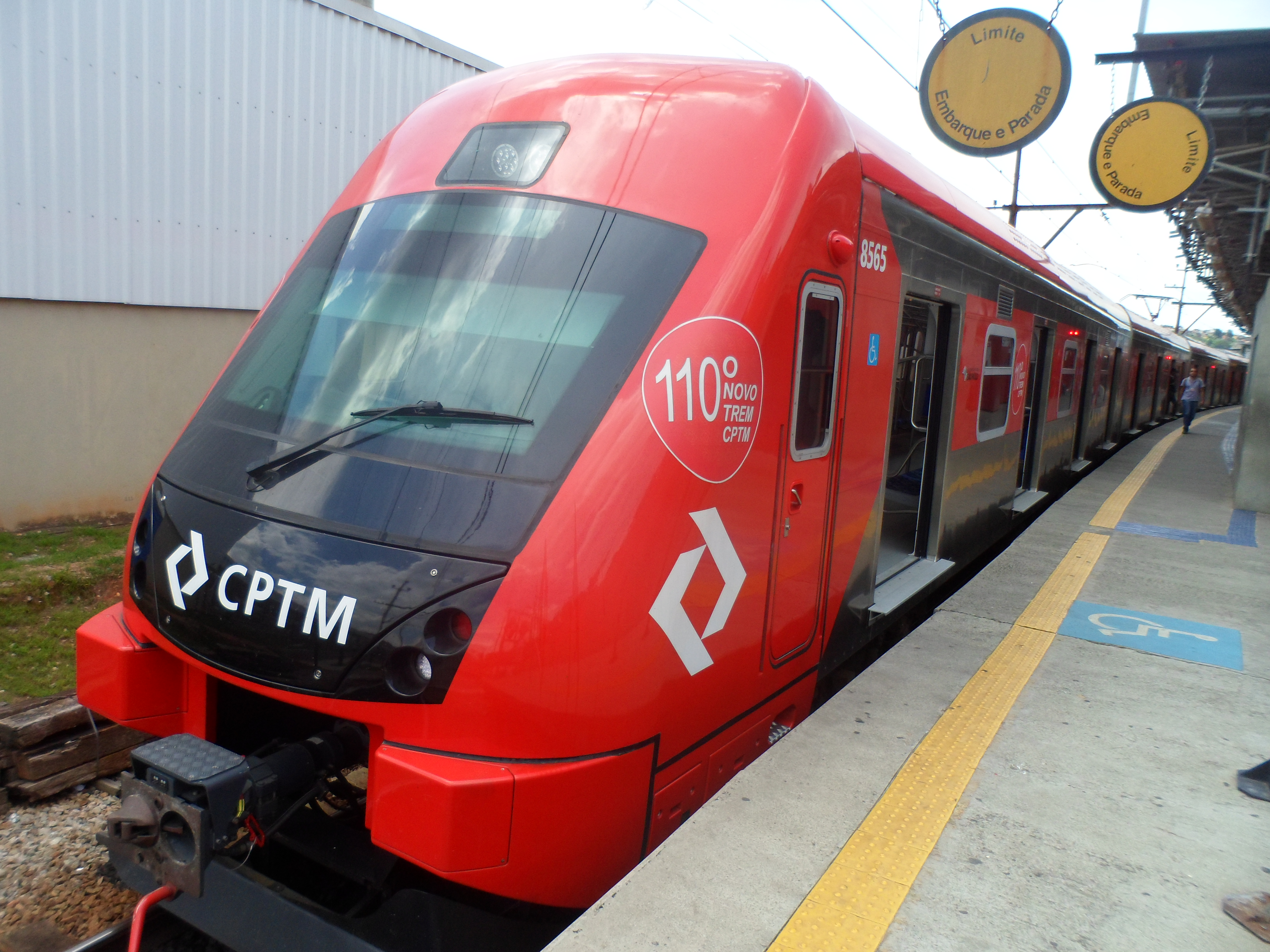
TUE Série 8500
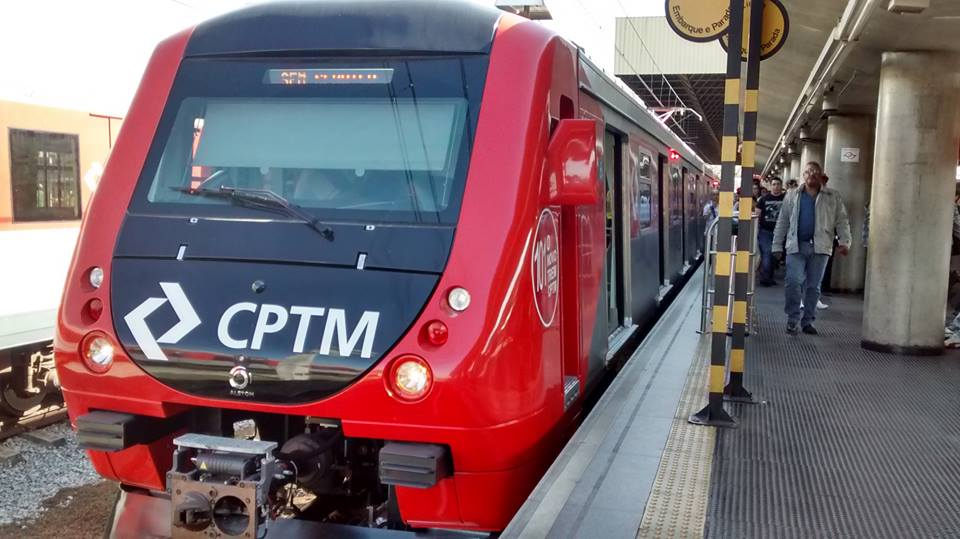
TUE Série 9000
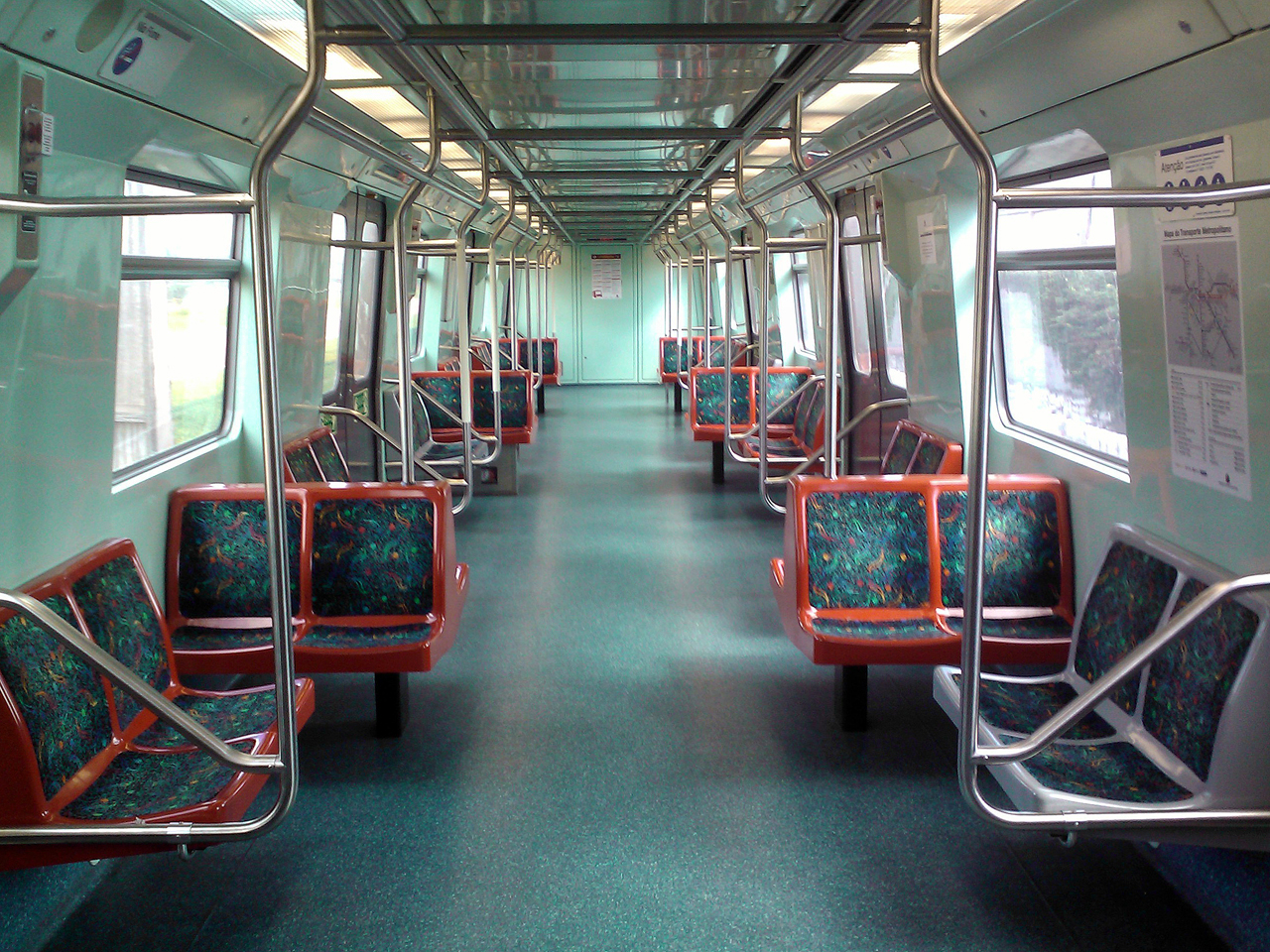
Interior de uma composição da Série 2070
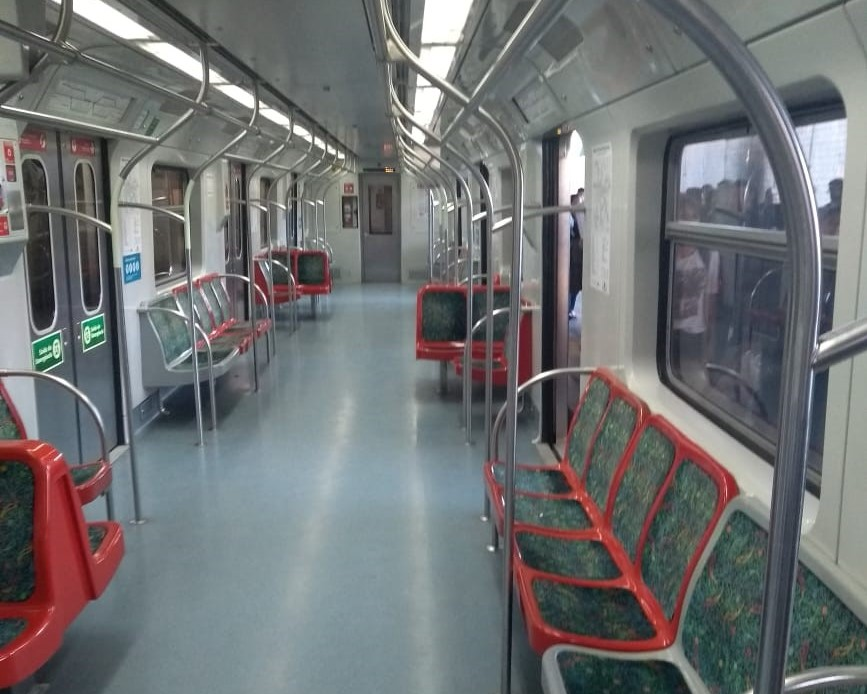
Interior de uma composição da Série 7500
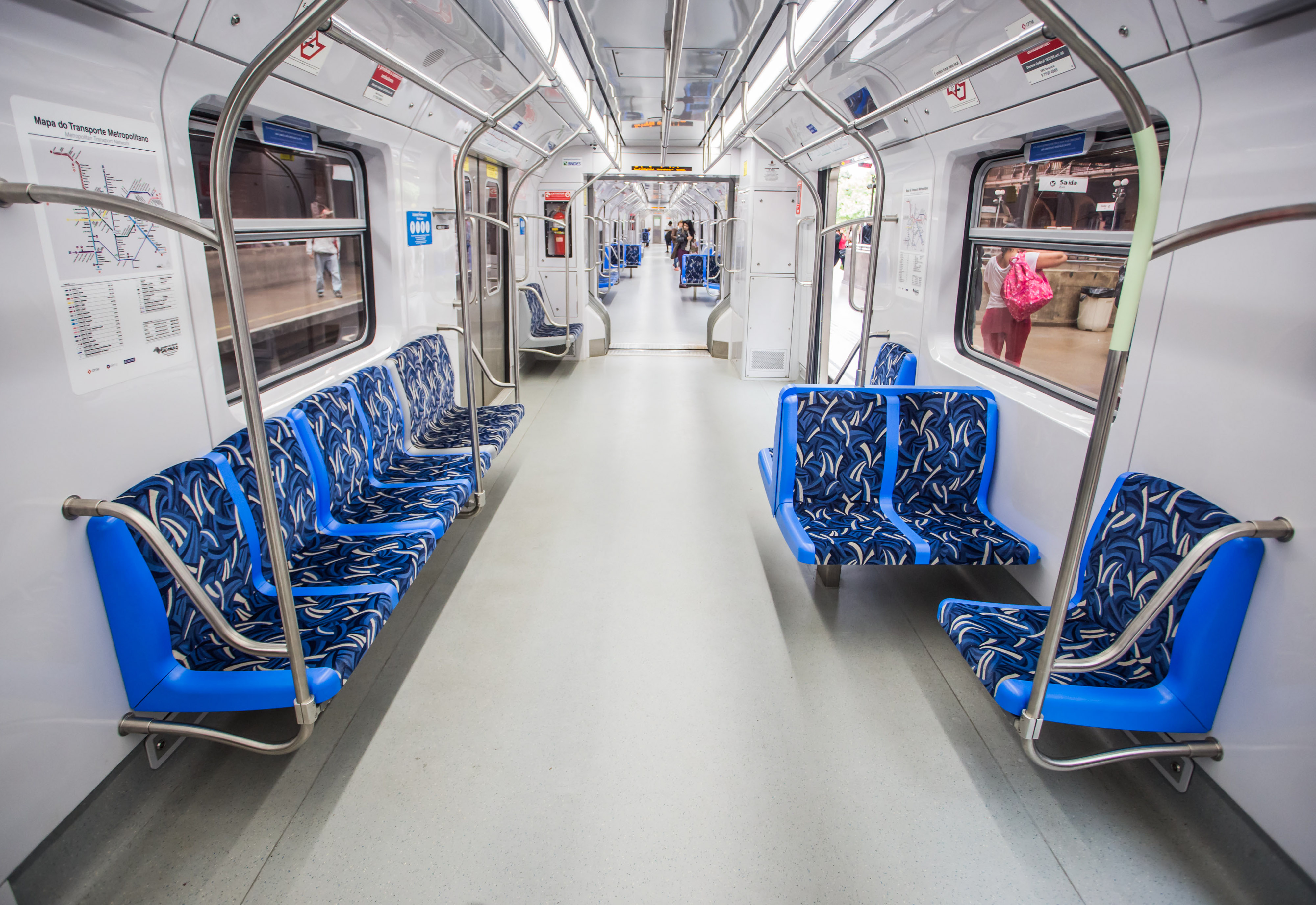
Interior - Série 8500
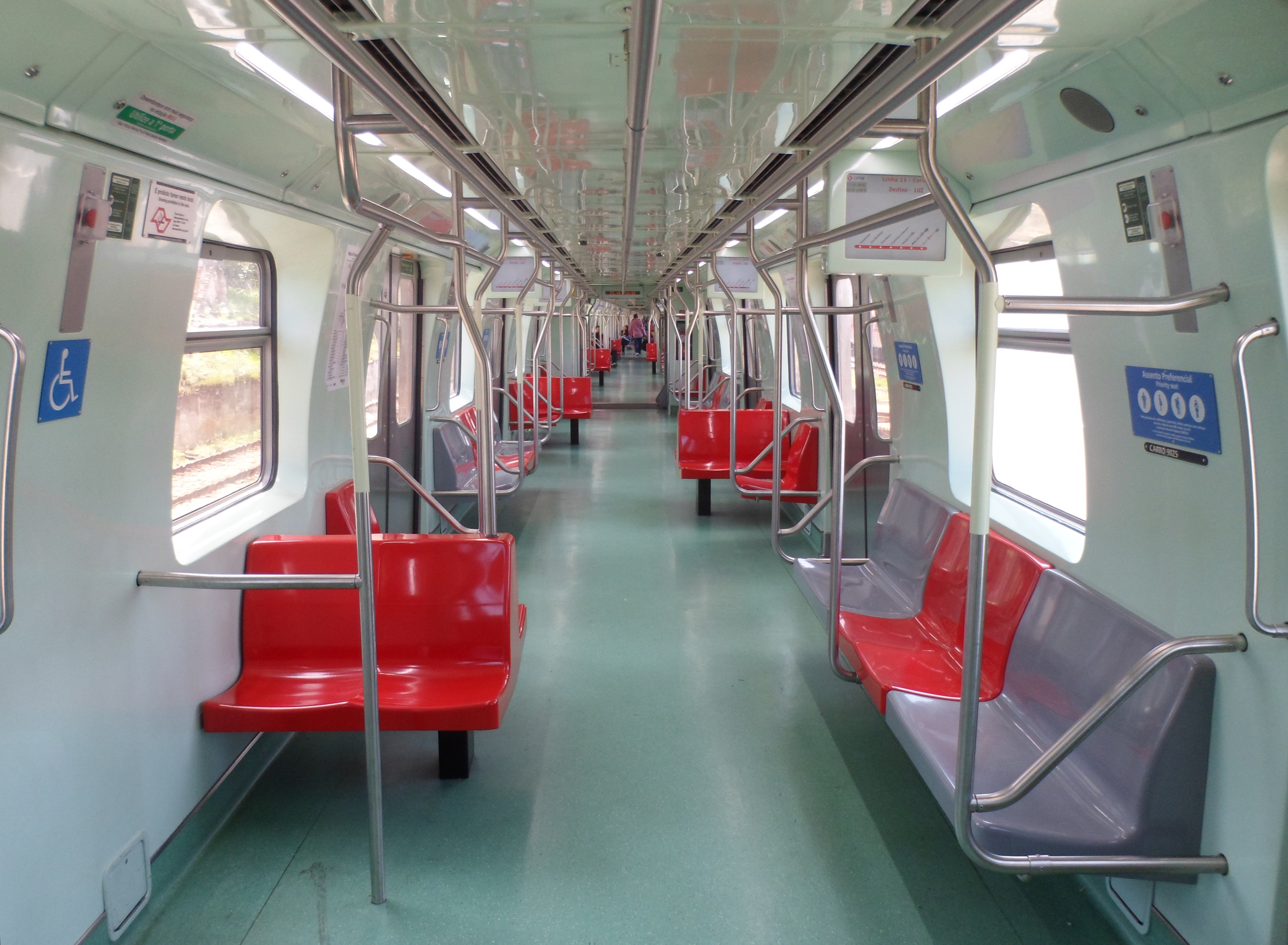
Interior - Série 9000